# Berenika (księżniczka Judei)
Berenike (gr. Βερενίκη, Bereníkē ur. ok. 28 - zm. ok. 79) – księżniczka Judei. Córka Heroda Agryppy I, króla Judei, i jego żony – Kypros, siostra Heroda Agryppy II, Królowa Chalkis i Cylicji, kochanka cesarza rzymskiego Tytusa.

## Wywód przodków
| 4. Arystobul I |  |                    |  |  |             |
|                |  | 2. Herod Agryppa I |  |  |             |
| 5. Berenika    |  |                    |  |  |             |
|                |  |                    |  |  | 1. Berenika |
| 6. Fazael II   |  |                    |  |  |             |
|                |  | 3. Kypros          |  |  |             |
| 7. Salampsjo   |  |                    |  |  |             |
|                |  |                    |  |  |             |

## Życiorys
Berenika była najstarszą z trzech córek Heroda Agryppy. W 40 roku ojciec wydał ją za mąż za Marka Juliusza Aleksandra, syna Aleksandra Lizymacha, albarchy z Aleksandrii. Marek zmarł krótko po zawarciu małżeństwa.
Niedługo potem Berenika poślubiła swojego stryja – Heroda, króla Chalkis. Owdowiała w 48 roku. Z tego małżeństwa pochodziło dwóch synów: Berenikianus i Hirkan.
Jak pisze Józef Flawiusz:
Co się tyczy Berenike, to po śmierci Heroda, swojego męża i stryja, przez długi czas żyła we wdowieństwie. Gdy zaczęły krążyć pogłoski, że żyje z bratem, nakłoniła Polemona, króla Cylicji, aby poddał się obrzezaniu i pojął ją za żonę. Sądziła, że w ten sposób dowiedzie, iż podejrzenia są fałszywe.
Berenika jednak opuściła Polemona i wróciła do brata, z którym żyła do 60 r., kiedy to do Cezarei przybył Paweł z Tarsu.
Była również kochanką Tytusa Flawiusza – syna cesarza rzymskiego Wespazjana. Poznała go w czasie tzw. wojny żydowskiej i razem z nim pojechała do Rzymu w 75 r. Kiedy Tytus został cesarzem powróciła do swojej ojczyzny.
Bohaterka sztuki Racine’a.